# Nemo-pont
A Nemo-pont (angolul: Point Nemo) arról nevezetes, hogy ez a földrajzi pont van a legtávolabb bármelyik szárazföldtől.
A déli Csendes-óceánon található, 2688 km-re a legközelebbi szárazföldtől. Földrajzi koordinátái: d. sz. 48° 52′ 36″, ny. h. 123° 23′ 36″48.876667°S 123.393333°W. A legközelebbi szárazföld tőle északra a Ducie-szigetek, amely a Pitcairn-szigetek egyike (d. sz. 24° 40′ 09″, ny. h. 124° 47′ 11″24.669167°S 124.786389°W), délre az antarktiszi Maher-sziget (d. sz. 72° 57′ 57″, ny. h. 126° 22′ 31″72.965833°S 126.375278°W) van legközelebb (Marie Byrd-föld), míg északkeletre a Húsvét-szigethez tartozó Motu Nui található (d. sz. 27° 12′ 04″, ny. h. 109° 27′ 17″27.201111°S 109.454722°W). A pont körül csak víz található 22 405 411 km²-en, amely nagyobb kiterjedésű, mint az egész volt Szovjetunió. Az óceán itt 4000 méter mély, az egyenlítőtől 5420 kilométerre található.

## Űreszköztemető
A fölöslegessé vagy veszélyessé vált űreszközöket az óceán eme részébe irányítják, ahol a lehető legkisebb esélye van az ütközéses károkozásnak. 1971-től 2016-ig 263 kisebb-nagyobb űreszköz csapódott be ezen a területen. 190 orosz, 52 USA, 8 európai, 6 japán, és egy magáncég, a SpaceX űreszköze landolt a területen. Eddigi legnagyobb a 142 tonnás MIR űrállomás 2001-ben, de a többségük szeméttel töltött Progressz teherűrhajó, rakétafokozatok és elhasználódott műholdak. Külön érdekesség, hogy a semmi közepe érzést leginkább az adja vissza, hogy a tudósok által választott űrtemetőhöz legközelebbi emberek nem is a Földön, hanem a Nemzetközi Űrállomás fedélzetén vannak, 400 km-es magasságban.